# Champion (Fall Out Boy)
Champion è un singolo del gruppo rock statunitense Fall Out Boy, pubblicato nel 2017 ed estratto dall'album Mania.

## Tracce
- Download digitale

1. Champion – 3:12

## Video
Il videoclip della canzone è stato diretto da Brendan Walter e Mel Soria.

## Formazione
- Patrick Stump – voce, chitarra, tastiera, programmazione
- Pete Wentz – basso, cori
- Joe Trohman – chitarra, cori, tastiera
- Andy Hurley – batteria, percussioni